# 哈米德·哈达迪
哈米德·埃赫达迪·哈达迪（波斯語：حامد حدادی，1985年5月19日—），出生于伊朗胡齐斯坦省阿瓦士，伊朗男子篮球运动员，场上司职中鋒，身高2.18米，体重120公斤，曾效力于NBA孟菲斯灰熊、鳳凰城太陽，中國男子籃球職業聯賽青岛雄鹰、四川蓝鲸、新疆飞虎與南京大圣。
哈达迪是第一位进军NBA的伊朗运动员，也是继贝哈德·萨米之后第二位在美国职业联赛打球的伊朗运动员。

## 职业生涯
哈達迪在北京奧運會前收到NBA球隊孟菲斯灰熊隊的邀請，但由於美伊兩國之間的政治原因，灰熊與哈達迪的簽約過程也頗有一番波折。直到2008年8月28日, 哈達迪與灰熊成功簽約，並在10月一場對陣休斯頓火箭隊的NBA季前賽中上場17分鐘，貢獻四分。哈達迪在季前賽中獲得場均出場9.7分鐘，獲得1.7分，3.3個籃板。2008年12月30日,哈達迪在對陣鳳凰城太陽隊時首次登場，獲得4分鐘時間，表現一般，灰熊隊也輸掉了當場比賽。11月25日,孟菲斯灰熊將哈米德·哈達迪下放到NBDL球隊，達科他巫師比賽，但一個月後又被召回。2009年3月30日，哈達迪在對陣金州勇士的比賽中獲得了目前個人職業生涯的最高分10分，8個籃板和一個阻攻，在關鍵時刻幫助灰熊打出12-0的小高潮，最終成功戰勝勇士隊。儘管09賽季之後，哈達迪受到了幾家西班牙一流球會的邀請，但他最終還是決定與孟菲斯灰熊續簽一份至2013年的工作合約。
2019年9月29日，哈达迪與Palayesh Naft Abadan簽約。
2024年1月5日，哈达迪與Palayesh Naft Abadan簽約。

## 伊朗国家男子篮球队
哈米德·埃哈达迪入選伊朗國家青年隊在2002年亚洲U18青年篮球锦标赛獲得銀牌在2004年亞洲U20青年籃球錦標賽獲得金牌。他在2004年和2005年西亞籃球錦標賽獲得金牌。
哈達迪也在2006年亞運會贏得銅牌，2007亞洲亞洲男子籃球錦標賽，2009年亞洲男子籃球錦標賽以及2013年亞洲男子籃球錦標賽都獲得金牌。他也被評為最有價值球員。
哈達迪曾參與2009年威廉瓊斯杯，對陣約旦國家隊。伊朗國家隊在半決賽中以77-75擊敗約旦，在決賽以70-52擊敗東道主中華台北隊。

## 荣誉与成就

### 国家队
- 亚洲篮球锦标赛MVP（2007、2009、2013）
- 威廉·琼斯杯MVP（2013）

### 俱乐部
- CBA全明星（2014、2016）
- CBA总决赛MVP（2016）

## 外部連結
- 哈米德·哈达迪在fiba.basketball（英语）
- 哈米德·哈达迪在archive.fiba.com（存檔）（英语）
- 哈米德·哈达迪在NBA官網（英语）
- 哈米德·哈达迪在NBA G聯盟官網（英语）
- 哈米德·哈达迪在中国男子篮球职业联赛官網
- 哈米德·哈达迪在Basketball-Reference.com（NBA）（英语）
- 哈米德·哈达迪在Basketball-Reference.com（NBA G聯盟）（英语）
- 哈米德·哈达迪在Basketball-Reference.com（國際）（英语）
- 哈米德·哈达迪在Eurobasket.com（球員）（英语）
- 哈米德·哈达迪在Proballers（英语）
- 哈米德·哈达迪在RealGM（英语）
- 哈米德·哈达迪在中国篮球数据库
- 哈米德·哈达迪在Olympedia（英语）
- 哈米德·哈达迪在Flashscore（英语）